# Amedeo Modigliani
Amedeo Clemente Modigliani (12 tháng 7 năm 1884 – 24 tháng 1 năm 1920) là một nghệ sĩ người Italia, họa sĩ kiêm nhà điêu khắc đã hành nghề phần lớn thời gian ở Pháp. Modigliani sinh ra tại Livorno, ở Tuscany Trung Italia (xem Các nhóm vùng Italia) và bắt đầu nghiên cứu nghệ thuật trước khi đến Paris năm 1906. Chịu ảnh hưởng bởi các nghệ sĩ bạn bè nhưng ông vẫn giữ phong cách nghệ thuật riêng. Ông qua đời ở độ tuổi 35 ở Paris vì bệnh lao màng não—chứng bệnh này bị làm trầm trọng thêm bởi tình cảnh nghèo, làm việc quá sức, và dùng quá nhiều rượu và thuốc ngủ.

## Thời trẻ
Amedeo Modigliani sinh ra trong một gia đình Do Thái tại Livorno ở Tuscany. Livorno vẫn là một thành phố mới theo chuẩn Italia vào thời đó. Tổ ngoại của ông là một người Solomon Garsin, một người Do Thái di cư đến Livorno vào thế kỷ 18 với tư cách là người tị nạn tôn giáo.
Modigliani là con thứ tư của gia đình, cha là Flaminio Modigliani và mẹ là Eugenia Garsin. Cha ông là một người làm nghề kinh doanh đổi tiền nhưng khi công việc kinh doanh của ông bị phá sản, cả gia đình sống trong nghèo túng.
Modigliani có tình cảm thân thiết với mẹ mình, người dạy cậu tại nhà cho đến khi cậu lên 10 tuổi. Cậu bé có vấn đề sức khỏe vì bị viêm màng phổi khi lên 11 tuổi, vài năm sau lại bị bệnh sốt thương hàn. Năm 16 tuổi cậu lại bị viêm màng phổi và cậu bị nhiễm bệnh lao. Sau khi Modigliani phục hồi sau đợt viêm màng phổi thứ hai, mẹ cậu đã đưa cậu đi một vòng về phía nam Italia: Napoli, Capri, Roma, và Amalfi, sau đó lên phía bắc đến Florence, và Venice.
Mẹ ông là người có vai tròn lớn trong việc cậu bé phát triển tài năng theo đuổi ngành nghệ thuật. Khi cậu 11 tuổi, bà đã viết trong nhật ký của mình rằng:
| “ | Tính cách của đứa bé vẫn chưa hình thành nên tôi vẫn chưa thể nói rằng tôi nghĩ về điều đó. Nó vẫn cư xử như một đứa trẻ hư nhưng nó không thiếu trí thông minh. Chúng tôi sẽ phải đợi để xem bên trong chú nhộng này có gì. Có lẽ là một nghệ sĩ ? | ” |

## Gallery

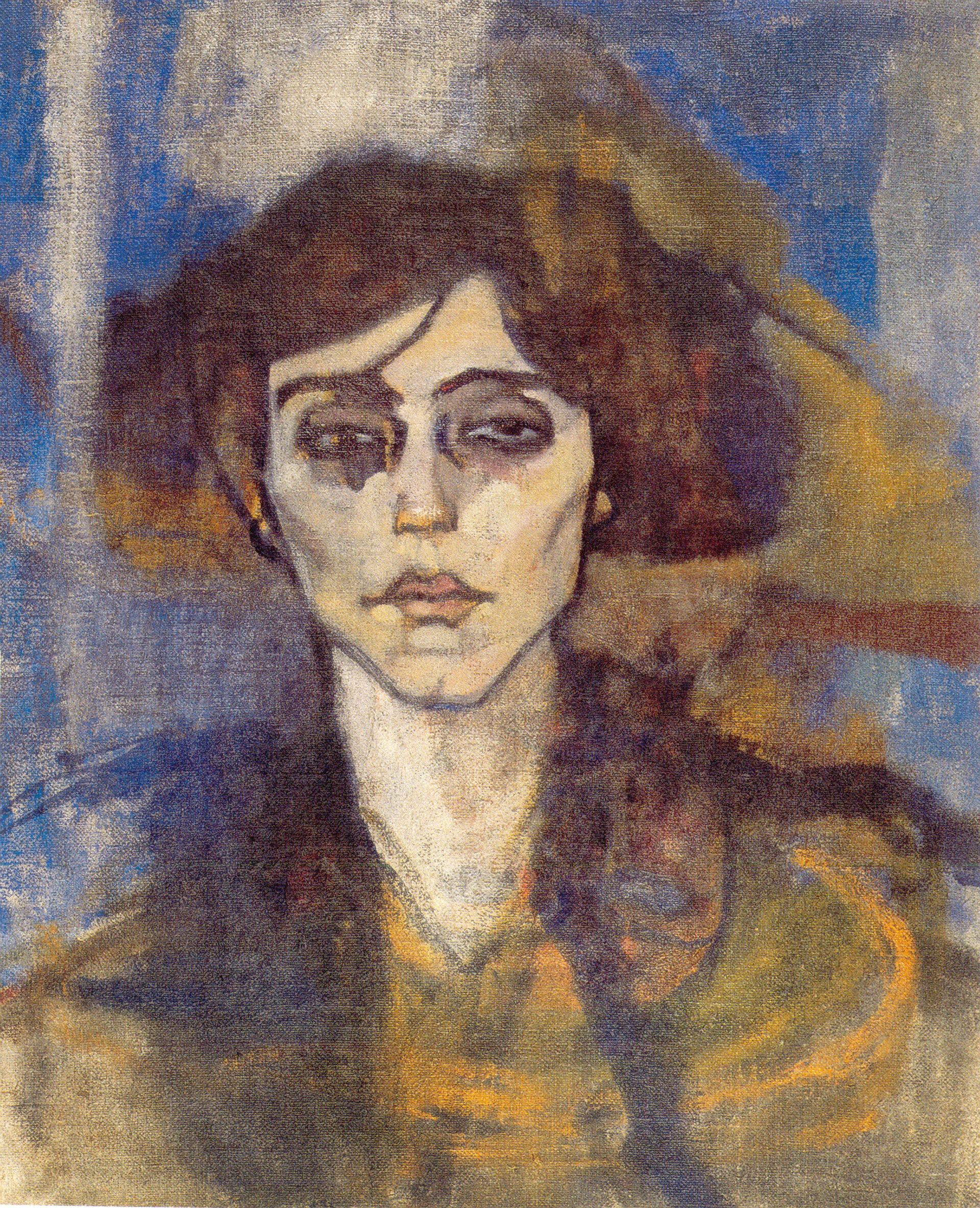
Chân dung Maude Abrantes, 1907
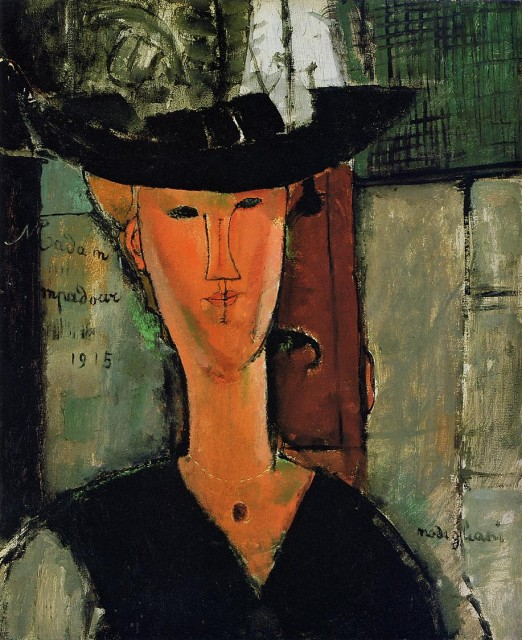
Quý bà Pompadour, khoảng năm 1914
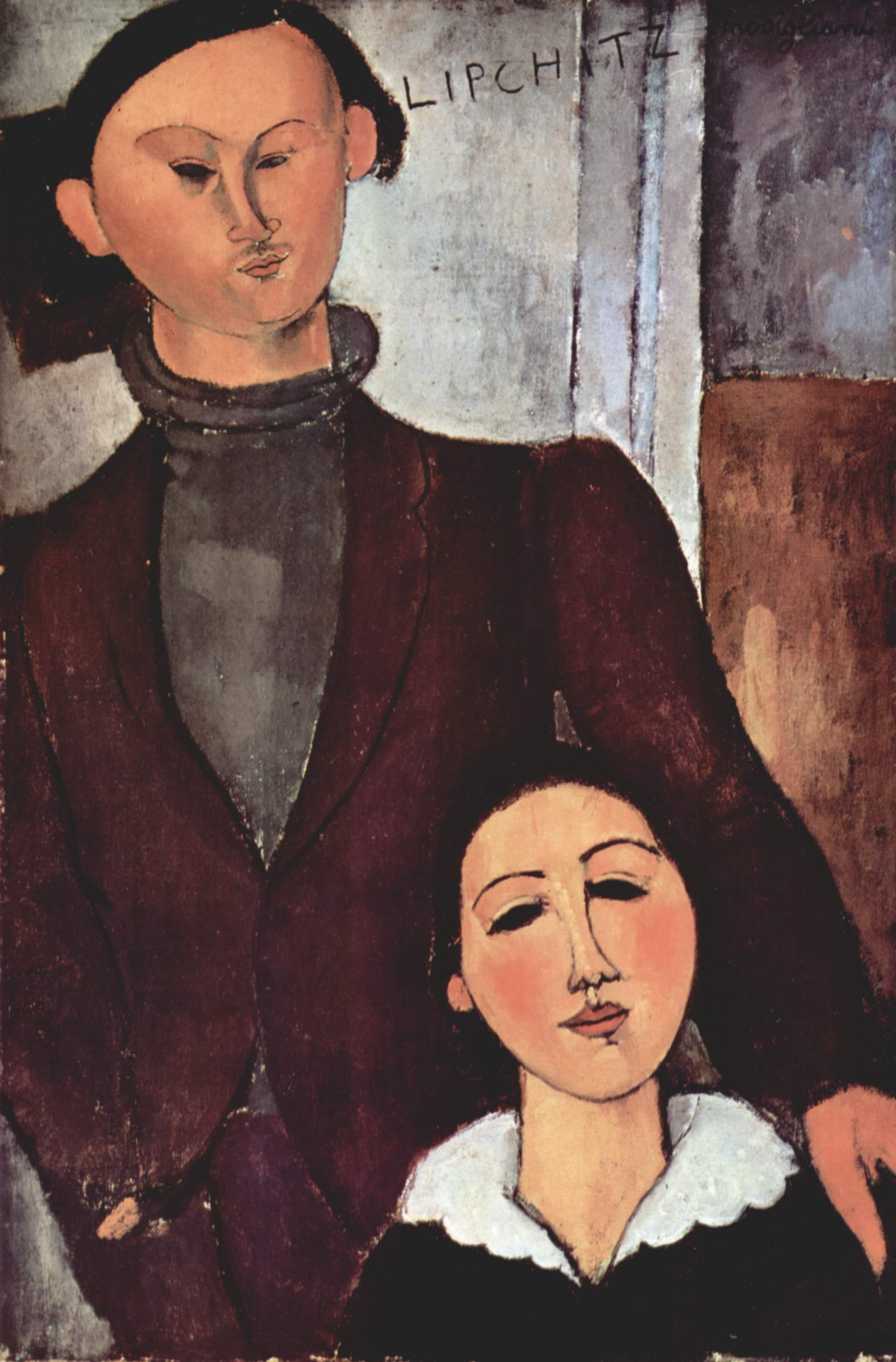
Chân dung Jaques và Berthe Lipchitz, 1916
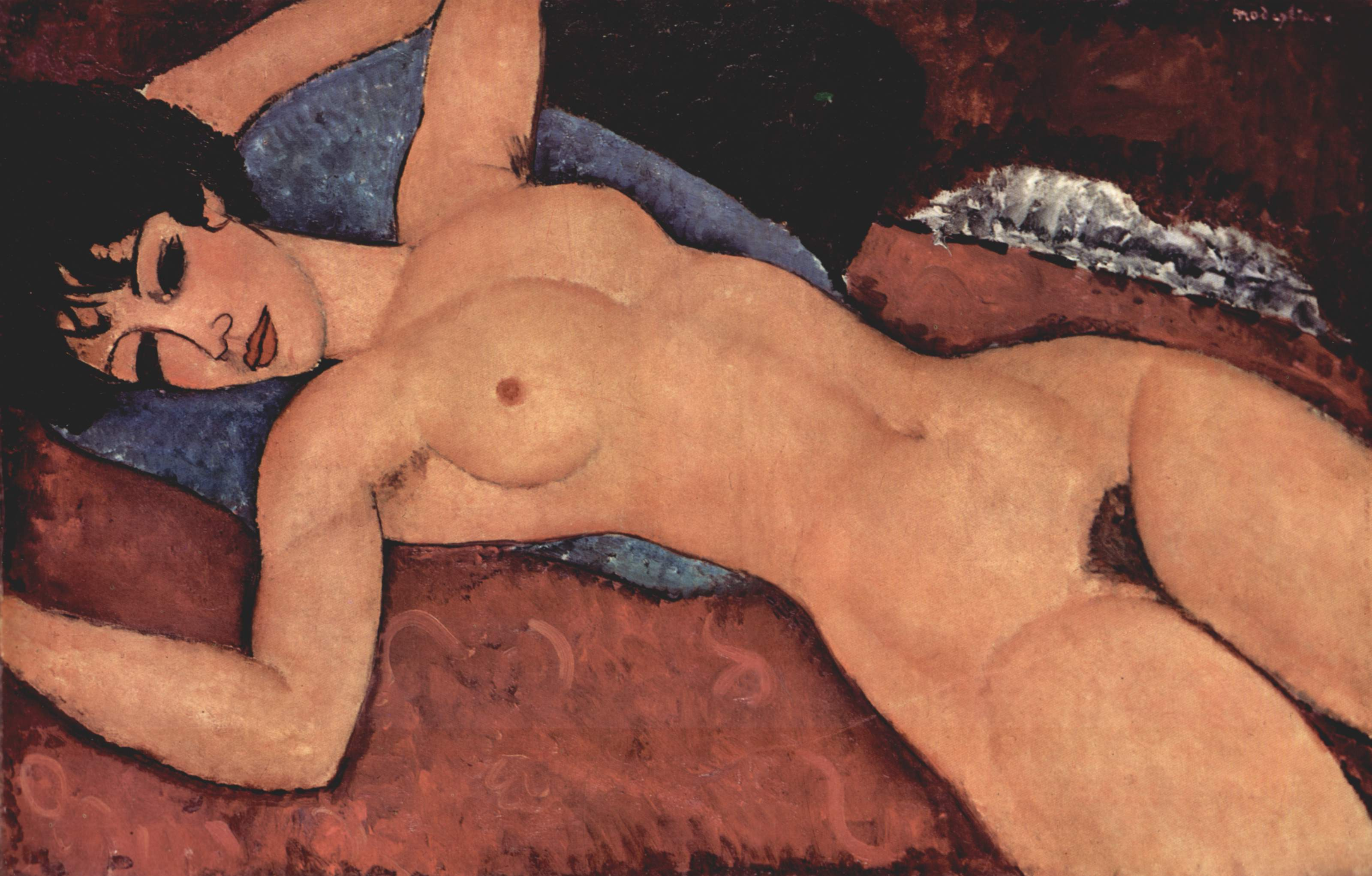
Khỏa thân đỏ Red Nude, 1917
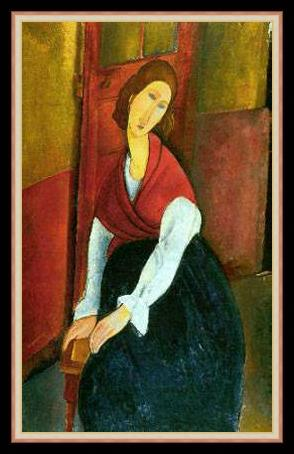
Jeanne Hébuterne quàng khăn đỏ, 1917
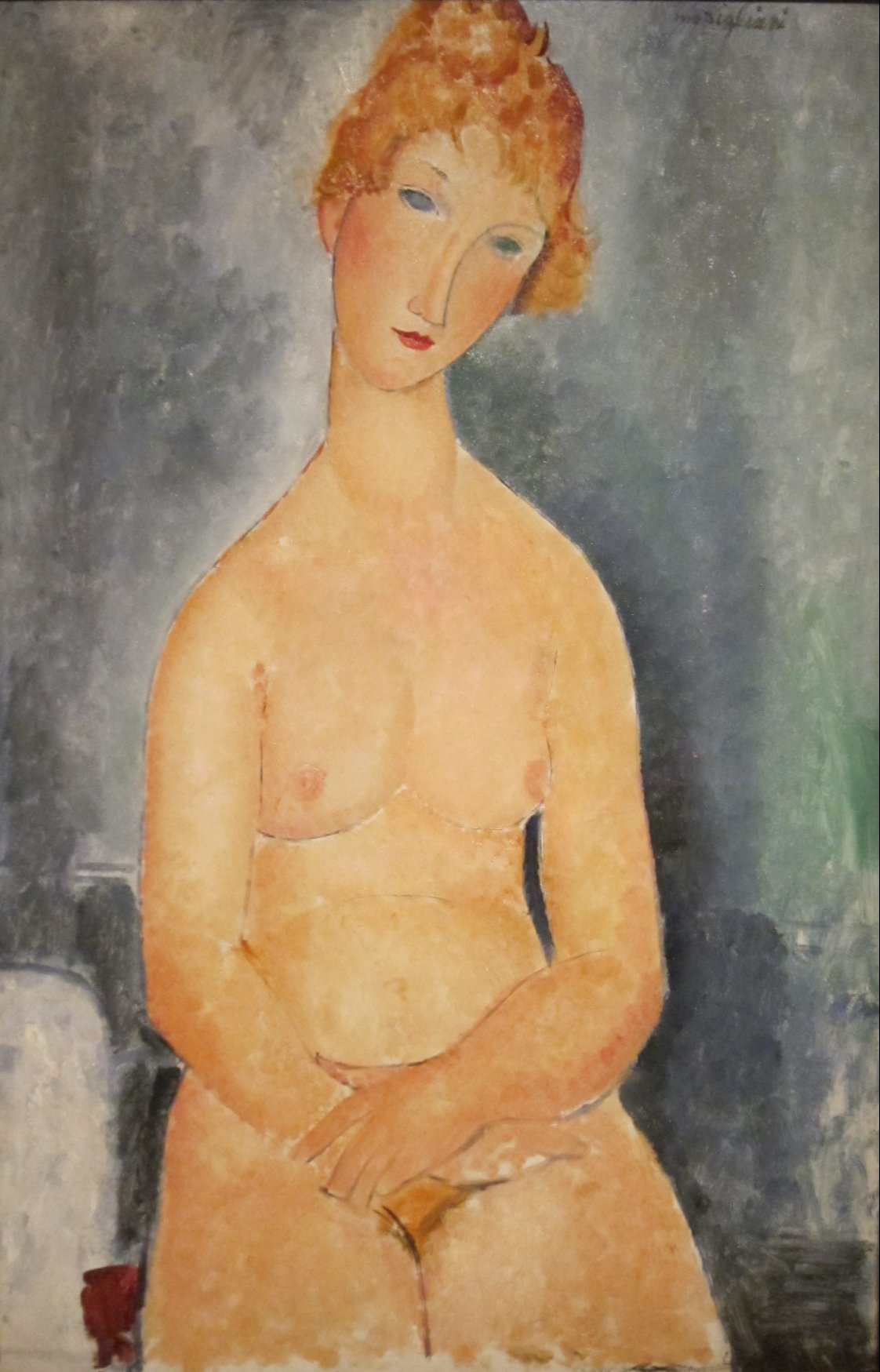
Khỏa thân ngồi Seated Nude, 1918, Học viện nghệ thuật Honolulu
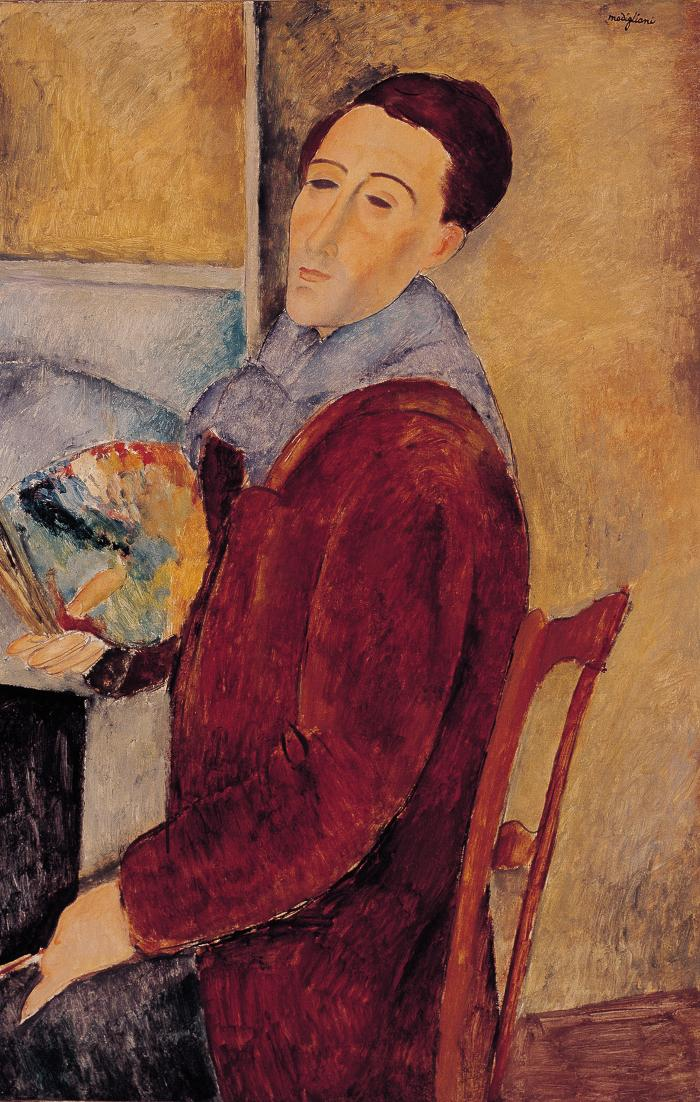
Chân dung tự họa, 1919, tranh dầu trên vải bố, Bảo tàng nghệ thuật đương đại, Sao Paulo, Brasil